# Clearview (Ontario)
Clearview es un municipio canadiense situado en la provincia de Ontario.

## Superficie
Clearview tiene una superficie de 556,37 km².

## Demografía
En 2021, tenía 14 814 habitantes, una densidad poblacional de 26,6 hab./km², y 6296 viviendas.